# Sydenham Moore
Sydenham Moore, född 25 maj 1817 i Rutherford County i Tennessee, död 20 augusti 1862 i Richmond i Virginia, var en amerikansk militär och politiker (demokrat). Han var ledamot av USA:s representanthus 1857–1861. Moore tjänstgjorde som överste i sydstatsarmén i amerikanska inbördeskriget där han sårades dödligt i slaget vid Seven Pines i Virginia.
År 1857 efterträdde Moore William Russell Smith som kongressledamot och satt kvar i kongressen fram till Alabamas utträde ur USA år 1861.
Efter att ha stupat i inbördeskriget begravdes Moore i Greensboro i Alabama.